# 第106飛行隊 (イスラエル空軍)
イスラエル空軍 第106飛行隊（106 Squadron） は、イスラエル航空宇宙軍の飛行隊である。別名として、スピアヘッド・スコードロン（The Spearhead Squadron）とも呼ばれる。イスラエル軍において、第133飛行隊に続いて2番目にF-15を装備した飛行隊であるため、1982年の再編成後は、セカンドイーグル・スコードロン（The Second Eagle Squadron）の呼称でも知られる。

## 歴史
第106飛行隊は、第一次中東戦争期の1948年に、パナマの航空会社であったLAPSA (Lineas Aereas de Panama)で使用されていた航空機を接収し、長距離輸送、要人輸送を目的とした飛行隊として発足した。発足当初は、LATA,（LAhak Tovala Avirit, ヘブライ語で Air Transport Group の意味）と呼ばれていた。第一次中東戦争時の装備機は、カーチス C-46 コマンドー10機、C-69 コンステレーション1機、C-54 スカイマスター2機、といった内容であった。1948年末に"第106飛行隊"の名称に変更されたが、1949年6月には、第106飛行隊は第103飛行隊に合流して名称は消滅し、使用していた機材は、民間の航空会社として発足したエル・アル航空、アルキア・イスラエル航空に移管された。
1982年6月になって、第106飛行隊は、アメリカ合衆国で開発された防空戦闘機F-15の最新型であるF-15C/Dを装備・運用する飛行隊として再編成された。この再編成直前にガリラヤの平和作戦が勃発したため、再編成は作戦終了後となった。その後、1985年までのレバノン上空でのシリア軍機との交戦で、5機を撃墜した（MIG-23 4機、MIG-25 1機）。
1983年5月1日には、イスラエル南部のネゲヴ砂漠上空で異種航空機戦闘訓練を行っていた第106飛行隊所属のF-15Dと第116飛行隊所属のA-4Nが空中衝突する事故が発生し、A-4Nは墜落（パイロットは脱出）、F-15Dは右主翼が失われた状態で約15km離れたラモン空軍基地に着陸した。この事故で大破したF-15D 957号機 "スカイ・ブレイザー" はこれまでに4機撃墜の記録を持っていたが、事故後に修理されて戦列に復帰し、1984年11月には再度MiG-23の撃墜を記録している。（詳細はネゲヴ空中衝突事故 (1983年)を参照）
1985年には、レバノン南部を追い出され、チュニジアの首都チュニスに本部を構えていたPLOによるテロ攻撃によりイスラエル人が被害を受け、これに報復するため、PLO本部に対する空爆作戦が実施された（木の脚作戦）。この作戦では、本来防空戦闘機であるF-15が、航続距離の長さから爆撃機として選ばれ、第106飛行隊のF-15C/D 10機が作戦に投入された。PLOのリーダーであったアラファト議長は本部から外出していて難を逃れたが、攻撃作戦そのものは成功し、F-15は全機無事に帰投した。
1991年の湾岸戦争では、第106飛行隊のF-15は戦闘空中哨戒任務に着いた（イラク軍との交戦は発生せず）。
1994年8月3日には、イスラエル・ヨルダン平和条約の交渉のためイスラエルを訪問したヨルダン国王フセイン1世の搭乗機を、第106飛行隊の3機のF-15が護衛した。
1995年以降、F-15に対する近代化改修（バズ2000、あるいはバズ・メショパーと呼ばれる）が実施され、イスラエル国産のダービー、パイソン4空対空ミサイル運用能力などが付加された。
2015年までに、イスラエル空軍では合計71機のF-15A/BおよびC/Dを配備したが、それらは全て、第133飛行隊（F-15A/B）と第106飛行隊（F-15C/D）に集中配備されている。第106飛行隊のF-15C/Dは、垂直尾翼内側に赤い２本の線が描かれている。（第133飛行隊のF-15A/Bは、垂直尾翼内側の上部に黒い帯が描かれ、そこに鷲のキャラクターが描かれている。）また、2000年代頃から、いずれの飛行隊でも、垂直尾翼外側に線画の鷲のイラストが描かれるようになっている。